# Kisbudafa
Kisbudafa (szlovákul Malý Budín) Gelle településrésze, korábban önálló falu Szlovákiában, a Nagyszombati kerületben, a Dunaszerdahelyi járásban.
2011-ben 109 lakosa volt.

## Fekvése
Dunaszerdahelytől 12 km-re nyugatra fekszik.

## Története
1491-ben Habsburg Miksa osztrák főherceg csapatai feldúlták. Bethlen Gábor erdélyi fejedelem 1619-ben elfoglalta. Az 1626. évi pozsonyi békét követően II. Ferdinánd Nagybudafával együtt Bodófalvi Kánya Boldizsárnak, gróf Cseszneky Benedeknek és Patonyi Jakabnak adományozta.
Fényes Elek szerint "Budafa (Kis), magyar falu, Pozson vmgyében, u. p. Somorjához 5 fertálynyira: 126 kath., 3 zsidó lak., szép legelővel és szarvasmarhatartással. F. u. több. nemesek."
1910-ben 160, túlnyomórészt magyar lakosa volt. A trianoni békeszerződésig Pozsony vármegye Dunaszerdahelyi járásához tartozott.
1938-ban a második bécsi döntés következtében visszakerült Magyarországhoz, de az 1947-es párizsi békeszerződés végleg Csehszlovákiának juttatta.

## Külső hivatkozások
- Községinfó
- Kisbudafa Szlovákia térképén